# Chad Campbell
David Chad Campbell (født 31. maj 1974 i Andrews, Texas, USA) er en amerikansk golfspiller, der (pr. september 2010) står noteret for fire sejre på PGA Touren. Hans bedste resultat i en Major-turnering er en 2. plads, som han opnåede ved US Masters i 2009
Campbell har 2 gange, i 2004 og 2006, repræsenteret det amerikanske hold ved Ryder Cuppen. Begge gange med nederlag.